# Orgilus infumatus
Orgilus infumatus är en stekelart som beskrevs av Granger 1949. Orgilus infumatus ingår i släktet Orgilus och familjen bracksteklar. Inga underarter finns listade i Catalogue of Life.